# Ambitus
Ambitusul reprezintă întinderea muzicală pusă la dispoziție sau cerută într-un context muzical. Ambitusul menționează înălțimile muzicale extreme – pe cea mai gravă și pe cea mai acută – și, eventual, intervalul dintre ele (fapt de interes, de exemplu, în studiul folcloric).

## Ambitusul interpretului
Există un ambitus specific fiecărui instrument muzical sau fiecărei voci omenești. În vreme ce diferențele sunt greu sesizabile la instrumente cu caracteristici identice de construcție, fiecare voce omenească are un număr de trăsături unice, precum timbrul sau ambitusul. În mod obișnuit, ambitusul se măsoară atât timp cât instrumentul sau vocea implicată se folosesc de tehnica de bază și nu folosesc artificii tehnice.
De exemplu, ambitusul viorii nu va măsura cel mai înalt flageolet pe care-l poate pune în rezonanță corpul instrumentului, ci sunetul cel mai acut care se poate produce cu arcușul ținut ca pentru execuție normală, pe coarda acordată cel mai înalt, la capătul dinspre corp al tastierei. (În acest caz, ambitusul se poate modifica doar prin adaptarea acordajului, tehnică numită scordatura la instrumentele cu coarde.) În privința vocilor, se va măsura ambitusul registrului de piept (voce de piept), fără includerea registrului de cap (voce de cap, falset) sau al altor tehnici de „extindere” a ambitusului.

## Cerințele unei partituri
În general, ambitusul unei partituri destinate unui instrument sau unei voci trebuie să corespundă cu cel de care dispune instrumentul sau interpretul ales. De multe ori este recomandat ca ambitusul cerut să nu reprezinte limitele instrumentului sau vocii respective, pentru a evita cazul în care atingerea respectivelor sunete este hazardată.
Pe lângă corespondența de ambitus, instrumentul sau vocea cerută trebuie să se potrivească și ca timbralitate.
Denumirile vocilor de canto clasic se dau prin menționarea tipului de ambitus (registru) pe care-l are artistul, împreună cu timbrul. De exemplu soprană, soprană de coloratură, mezzo-soprană, altistă, tenor, bariton dramatic, bas ș.a.

## Ambitusul ca mărturie a evoluției muzicale
Studierea ambitusului unei lucrări, a unei înregistrări (în interes folcloric sau muzicologic), poate ajuta la formularea unor concluzii privitoare la gradul de evoluție al unei muzici sau al unor aspecte ale muzicii (caracteristicile unui instrument de epocă, îmbătrânirea unei mari voci din trecut ș.a.).
În ce privește „evoluția”, se va ține cont de vechimea și localizarea interpretării înregistrate sau a partiturii produse. În general, o scriitură sau înregistrarea unei execuții pe o întindere mică (vocală sau instrumentală) se va explica, fie prin apartenența la o muzică cu un grad mai redus de evoluție, fie prin caracterul voit minimalist al lucrării sau interpretării, fapt care se verifică prin existența altor dovezi „asociate” ale cunoașterii stilului respectiv. În funcție de caz, se pot înregistra și situații atipice, care vor fi tratate separat.